# Gruyère (Käse)
Der Gruyère français ist ein Rohmilchkäse, der in den Bergen der Savoie und Franche-Comté hergestellt wird. Im Gegensatz zum Schweizer Gruyère hat der französische erbsen- bis kirschgroße Löcher.

## Name und  Herkunftsregion
Der Name „Gruyère“ leitet sich von den Officiers gruyers ab, hohen Forstbeamten, die im 17. Jahrhundert in dieser Region die Steuern erhoben. Da es zur Verwechslung mit dem Schweizer „Le Gruyère“ kommen könnte, wurde 2013 von der EU-Kommission die gleichzeitige Nennung des Landesnamens eingeführt.

## Herkunftsregion

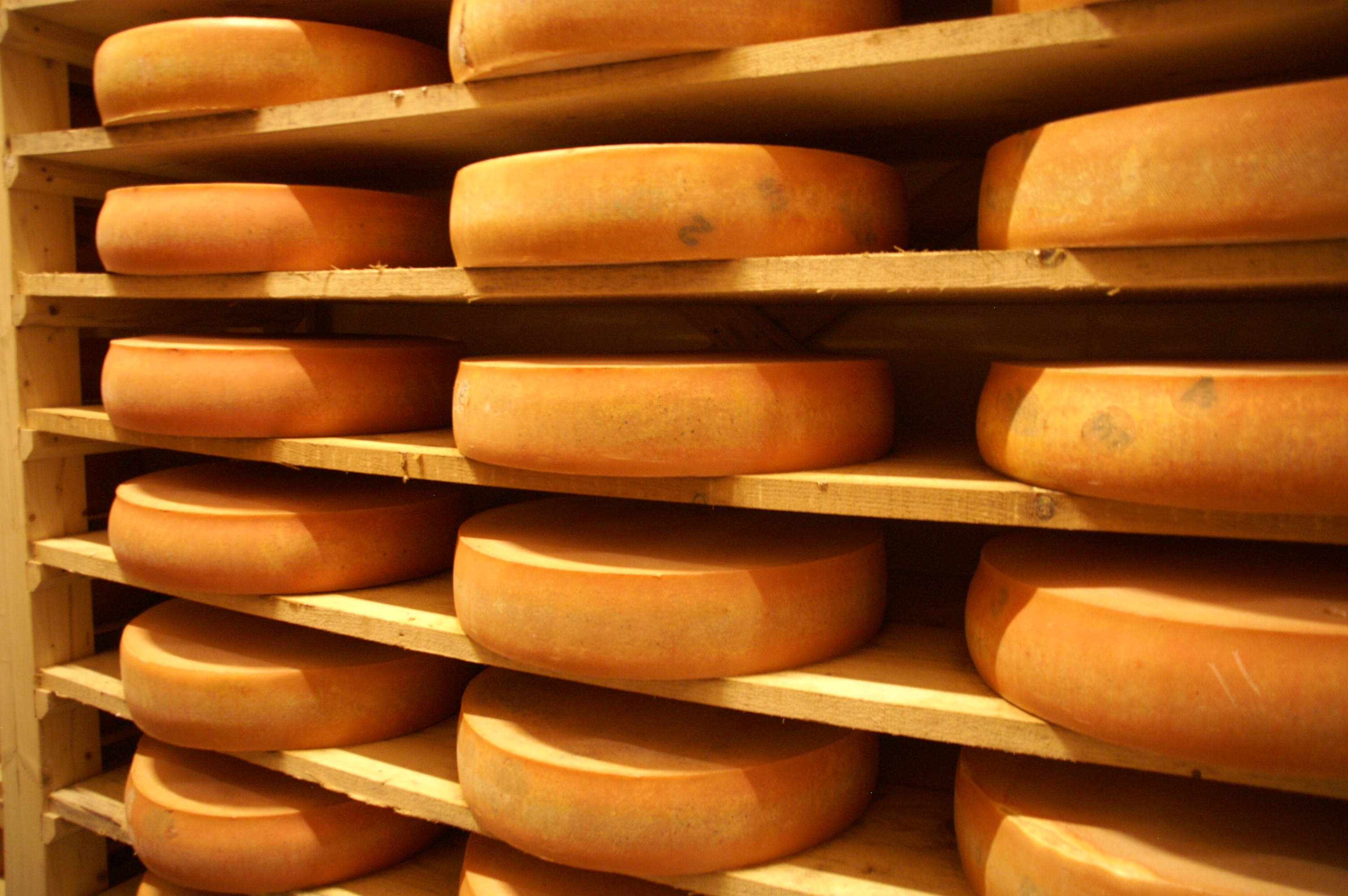
Reifende Gruyère-Käselaibe

Nach der Eintragung im Amtsblatt der Europäischen Union muss die Milch und der Käse in einer genau definierten Region erzeugt werden.
Am 3. März 2023 urteilte ein US-amerikanisches Appellationsgericht, der 4th US Circuit Court of Appeals in Richmond (Virginia), dass die Bezeichnung „Gruyère“ auch für außerhalb der europäischen Ursprungsregion, also auch für in den Vereinigten Staaten hergestellten Käse benutzt werden darf. Diese Bezeichnung sei für Käse US-amerikanischer Herstellung seit Jahrzehnten in Gebrauch. Mit dem Urteil wurden die Klagen von zwei Käseherstellern aus der Schweiz und aus Frankreich abgewiesen. Auch für den in den Vereinigten Staaten hergestellten „Gruyère“ gelten bestimmte Herstellungsvorschriften, die aber weit weniger streng sind und keine geographischen Einschränkungen beinhalten.

## Herstellung
Die Erzeugerregion des Käses mit geschützter geografischer Angabe beschränkt sich auf die Départements Ain, Côte-d’Or, Doubs, Isère, Jura, Haute-Marne, Haute-Saône, Saône-et-Loire, Savoie, Haute-Savoie, Vosges und Territoire de Belfort. Das Gebiet grenzt unmittelbar an die Schweizer Region, in der der Greyerzer hergestellt wird.
Es darf ausschließlich die Milch lokaler Rinderrassen (Abondance, Tarentaise, Montbéliarde, Vosgienne und Simmental française) verwendet werden. Diese müssen mindestens an 150 Tagen auf der Weide stehen, gentechnisch verändertes oder Silagefutter ist nicht erlaubt. Der Transport zur Käserei darf nicht länger als sechs Stunden dauern. Für die Verarbeitung der Milch werden große Kupferkessel genutzt, aus deren Inhalt jeweils bis zu 14 Laibe geformt werden können. Im Anschluss daran wird die erste Rotschmiere aufgebracht.
Das typische Aroma entsteht bei der herstellungsbedingten Propionsäuregärung. Dabei wird der Käse zunächst in warmen Reifekellern gelagert, wo sich die typischen Löcher bilden, und erst später in kühlere Keller gebracht.
Frühestens nach 120 Tagen Reifezeit werden die etwa 60 cm großen und 15 cm hohen „Käseräder“ in den Verkauf gebracht.